# LVDS

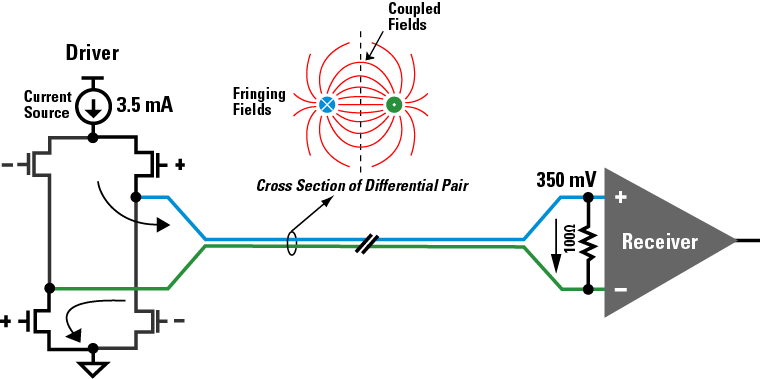
Układ transmisji VLDS

LVDS (ang. Low-Voltage Differential Signaling) – standard przesyłania sygnałów elektrycznych za pomocą niskonapięciowego sygnału różnicowego w symetrycznych przewodach.
Podstawy transmisji LVDS opisane są dwoma standardami:
- TIA/EIA – ANSI/TIA/EIA-644 (LVDS) Standard
- IEEE – IEEE 1596.3

Standardy określają charakterystykę elektryczną różnicowego standardu transmisji szeregowej. LVDS działa przy niskim napięciu różnicowym (+/-250-450mV), a informacją jest polaryzacja napięcia, a nie jego wartość. Dzięki czemu może pracować w układach o niskim napięciu zasilania (nawet 2,5 V) z bardzo dużymi szybkościami przy użyciu niedrogich miedzianych taśm lub kabli typu skrętka. LVDS określa tylko specyfikację warstwy fizycznej, korzysta z niej wiele standardów i aplikacji komunikacyjnych, dodając do niej specyfikacje wyższych warstw danych zdefiniowaną w modelu OSI.
Interfejsy LVDS występują powszechnie w sieciach telekomunikacyjnych, w sprzęcie powszechnego użytku. Rosnąca popularność tego interfejsu wynika z faktu, że jest to technicznie bardzo atrakcyjne rozwiązanie: sygnał różnicowy pozwala na szybką transmisję danych przy małym zużyciu mocy i znacznej odporności na zakłócenia. Interfejsy LVDS są w stanie osiągnąć przepustowość 3 Gb/s.